# Tarsomys echinatus
Espèce
Statut de conservation UICN

 VU A4c : Vulnérable
 Tarsomys echinatus est une espèce de rongeur de la famille des Muridae, du genre Tarsomys endémique des Philippines.

## Taxonomie
L'espèce est décrite pour la première fois par les zoologues américains Heaney et Musser en 1992.

## Distribution et habitat

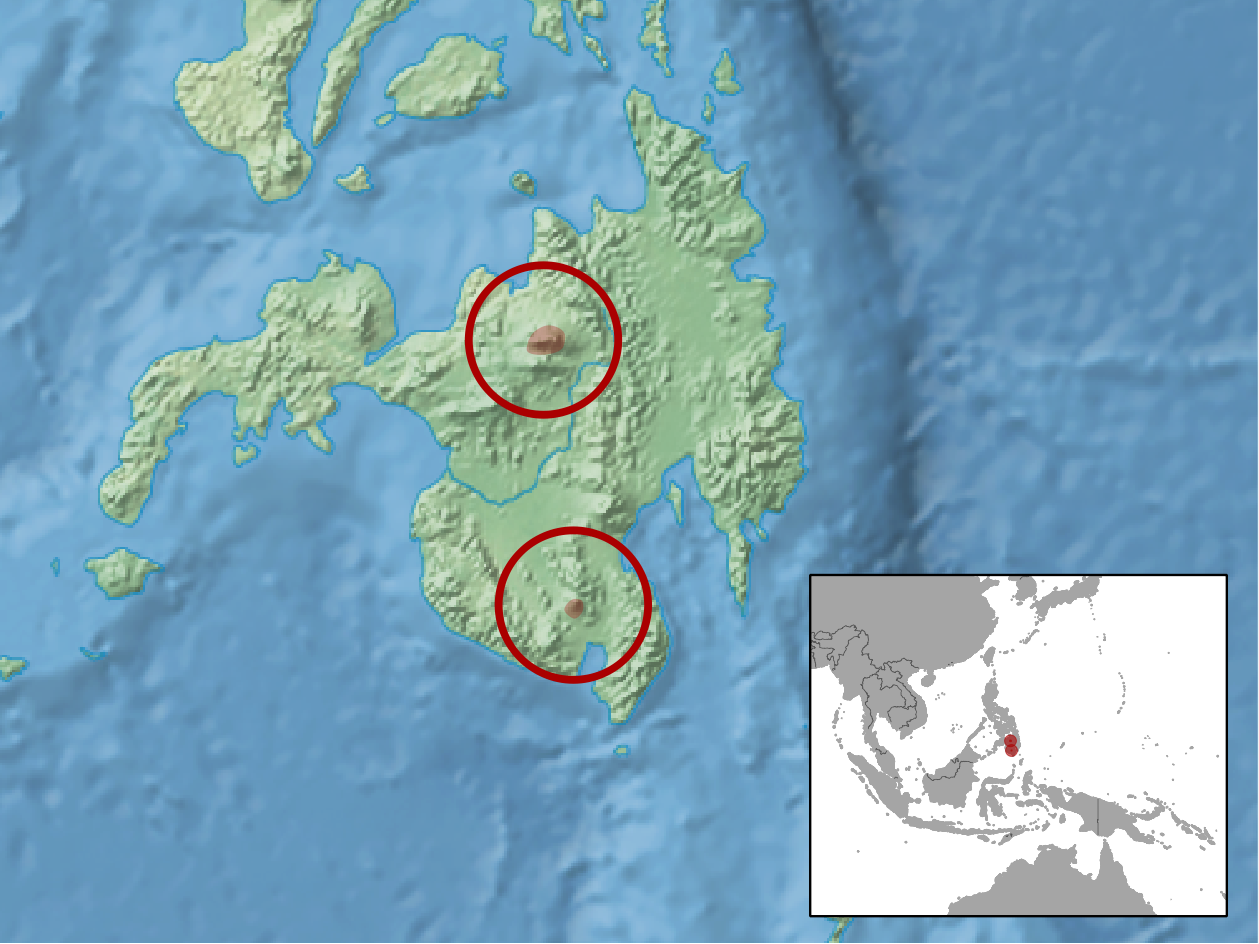
Répartition de l'espèce.

L'espèce est présente sur l'île de Mindanao aux Philippines, plus particulièrement dans les provinces de Bukidnon et de Cotabato du Sud.

## Menaces
L'Union internationale pour la conservation de la nature la distingue comme espèce « vulnérable » (VU) sur sa liste rouge.